# ایتاپما
ایتاپما (به پرتغالی: Itapema) یک شهرداری در برزیل است که در سانتا کاتارینا واقع شده‌است. ایتاپما ۵۹٫۰۲۲ کیلومتر مربع مساحت و ۶۷٬۳۳۸ نفر جمعیت دارد و ۲ متر بالاتر از سطح دریا واقع شده‌است.